# Садыхов, Рагим Фуадович
Раги́м Фуа́дович Сады́хов (азерб. Rəhim Fuad oğlu Sadıxov; род. 18 июля 1996, Москва) — азербайджанский и российский футболист, полузащитник клуба «Туран».

## Клубная карьера
Родился в Москве. Воспитанник московского «Спартака».
Летом 2015 года присоединился к «Солярису». 20 июля 2015 года дебютировал на профессиональном уровне за клуб в матче первенства ПФЛ против «Пскова-747». 
19 июля 2016 года перешёл в московское «Торпедо». 20 июля 2016 года дебютировал за команду в матче против «Чертаново».
По итогам сезона 2018/19 с клубом занял 1-е место в группе «Центр» и завоевал путевку в ФНЛ.
Летом 2019 года отклонил предложения о продлении контракта и покинул «Торпедо».
12 сентября 2019 подписал двухлетний контракт с азербайджанским клубом «Сумгаит». 14 сентября 2019 года дебютировал в поединке чемпионата Азербайджана против команды «Зиря» — вышел на замену на 64-й минуте. С клубом в сезоне 2020/21 стал бронзовым призёром, а также вышел в финал кубка Азербайджана.
17 июня 2022 года пополнил состав клуба «Зиря». В сезоне 2023/24 с командой завоевал серебряные медали Азербайджанской премьер-лиги.
6 января 2024 года перешёл в товузский «Туран».

## Карьера в сборной
В 2012 году сыграл 5 матчей в составе сборной Азербайджана (до 17 лет). 
В марте 2013 года провел 2 игры за сборную Азербайджана (до 19 лет).
В августе 2020 года был впервые вызван в основную сборную Азербайджана. 8 сентября 2020 года дебютировал за неё в Лиге наций УЕФА, выйдя в стартовом составе на матч против сборной Кипра.

## Статистика выступлений

### Клубная
| Выступление      | Выступление      | Выступление      | Лига | Лига | Кубки | Кубки | Еврокубки | Еврокубки | Итого | Итого |
| Клуб             | Лига             | Сезон            | Игры | Голы | Игры  | Голы  | Игры      | Голы      | Игры  | Голы  |
| ---------------- | ---------------- | ---------------- | ---- | ---- | ----- | ----- | --------- | --------- | ----- | ----- |
| Солярис          | ПФЛ              | 2015/16          | 16   | 0    | 0     | 0     | —         | —         | 16    | 0     |
| Солярис          | Итого            | Итого            | 16   | 0    | 0     | 0     | —         | —         | 16    | 0     |
| Торпедо (Москва) | ПФЛ              | 2016/17          | 23   | 4    | 3     | 0     | —         | —         | 26    | 4     |
| Торпедо (Москва) | ПФЛ              | 2017/18          | 24   | 10   | 2     | 0     | —         | —         | 26    | 10    |
| Торпедо (Москва) | ПФЛ              | 2018/19          | 24   | 9    | 4     | 1     | —         | —         | 28    | 10    |
| Торпедо (Москва) | Итого            | Итого            | 71   | 23   | 9     | 1     | —         | —         | 80    | 24    |
| Сумгаит          | АПЛ              | 2019/20          | 15   | 3    | 3     | 2     | —         | —         | 18    | 5     |
| Сумгаит          | АПЛ              | 2020/21          | 27   | 8    | 5     | 1     | 1         | 0         | 33    | 9     |
| Сумгаит          | АПЛ              | 2021/22          | 24   | 5    | 2     | 0     | 2         | 0         | 28    | 5     |
| Сумгаит          | Итого            | Итого            | 66   | 16   | 10    | 3     | 3         | 0         | 79    | 19    |
| Зиря             | АПЛ              | 2022/23          | 36   | 7    | 3     | 1     | 2         | 0         | 41    | 8     |
| Зиря             | АПЛ              | 2023/24          | 34   | 3    | 6     | 1     | —         | —         | 40    | 4     |
| Зиря             | Итого            | Итого            | 70   | 10   | 9     | 2     | 2         | 0         | 81    | 12    |
| Сумгаит          | АПЛ              | 2024/25          | 16   | 1    | 1     | 1     | 2         | 0         | 19    | 2     |
| Сумгаит          | Итого            | Итого            | 16   | 1    | 1     | 1     | 2         | 0         | 19    | 2     |
| Туран            | АПЛ              | 2024/25          | 17   | 2    | 0     | 0     | —         | —         | 17    | 2     |
| Туран            | АПЛ              | 2025/26          | 1    | 0    | 0     | 0     | —         | —         | 1     | 0     |
| Туран            | Итого            | Итого            | 18   | 2    | 0     | 0     | —         | —         | 18    | 2     |
| Всего за карьеру | Всего за карьеру | Всего за карьеру | 257  | 52   | 29    | 7     | 7         | 0         | 293   | 59    |

### Матчи за сборную
| Матчи Садыхова за сборную Азербайджана | Матчи Садыхова за сборную Азербайджана | Матчи Садыхова за сборную Азербайджана | Матчи Садыхова за сборную Азербайджана | Матчи Садыхова за сборную Азербайджана | Матчи Садыхова за сборную Азербайджана |
| №                                      | Дата                                   | Оппонент                               | Счёт                                   | Голы                                   | Соревнование                           |
| -------------------------------------- | -------------------------------------- | -------------------------------------- | -------------------------------------- | -------------------------------------- | -------------------------------------- |
| 1                                      | 8 сентября 2020                        | Кипр                                   | 0:1                                    | —                                      | Лига наций УЕФА 2020/2021              |
| 2                                      | 10 октября 2020                        | Черногория                             | 2:0                                    | —                                      | Лига наций УЕФА 2020/2021              |
| 3                                      | 13 октября 2020                        | Кипр                                   | 0:0                                    | —                                      | Лига наций УЕФА 2020/2021              |
| 4                                      | 14 ноября 2020                         | Черногория                             | 0:0                                    | —                                      | Лига наций УЕФА 2020/2021              |
| 5                                      | 17 ноября 2020                         | Люксембург                             | 0:0                                    | —                                      | Лига наций УЕФА 2020/2021              |
| 6                                      | 27 марта 2021                          | Катар                                  | 2:1                                    | —                                      | Товарищеский матч                      |
| 7                                      | 1 сентября 2021                        | Люксембург                             | 2:1                                    | —                                      | Отборочные матчи ЧМ-2022               |
| 8                                      | 7 сентября 2021                        | Португалия                             | 0:3                                    | —                                      | Отборочные матчи ЧМ-2022               |
| 9                                      | 9 октября 2021                         | Ирландия                               | 0:3                                    | —                                      | Отборочные матчи ЧМ-2022               |

Итого: 9 матчей / 0 голов; 1 победа, 3 ничьих, 5 поражений.

## Достижения

### Командные
«Солярис»
- Бронзовый призёр ПФЛ (зона «Запад»): 2015/16

«Торпедо» (Москва)
- Победитель ПФЛ (зона «Центр»): 2018/19
- Бронзовый призёр ПФЛ (зона «Центр»): 2016/17
- Итого : 1 трофей

«Сумгаит»
- Бронзовый призёр чемпионата Азербайджана: 2020/21
- Финалист Кубка Азербайджана: 2020/21

«Зиря»
- Серебряный призёр чемпионата Азербайджана: 2023/24
- Финалист Кубка Азербайджана: 2023/24[англ.]

### Личные
- Лучший футболист ПФЛ (зона «Центр»): 2018/19[19]